# Epactoides humeralis
Epactoides humeralis là một loài bọ cánh cứng trong họ Bọ hung (Scarabaeidae).